# Zdenka Čuhnil
Zdenka Čuhnil (Pakrac, 9. siječnja 1949.) je hrvatska političarka, češkog podrijetla. Obnašala je tri mandata kao nezavisna zastupnica za češku i slovačku nacionalnu manjinu u Hrvatskom saboru.
Bila je članica Kluba zastupnika nacionalnih manjina. U saborskim odborima je obnašala dužnosti predsjednice Odbora za razvoj i obnovu; članice Odbora za obrazovanje znanost i kulturu te članice Odbora za ljudska prava i prava nacionalnih manjina.

## Vanjske poveznice
- Službena stranica  Arhivirana inačica izvorne stranice od 23. listopada 2008. (Wayback Machine)